# Anthrax xanthomeros
Anthrax xanthomeros är en tvåvingeart som beskrevs av Marston 1970. Anthrax xanthomeros ingår i släktet Anthrax och familjen svävflugor.
Artens utbredningsområde är Belize. Inga underarter finns listade i Catalogue of Life.